# Trichoceros dombeyi
Trichoceros dombeyi är en orkidéart som beskrevs av David Edward Bennett och Eric Alston Christenson. Trichoceros dombeyi ingår i släktet Trichoceros och familjen orkidéer.
Artens utbredningsområde är Peru. Inga underarter finns listade i Catalogue of Life.